# Runa Islam
Pour les articles homonymes, voir Islam et Islam (homonymie).
Runa Islam (en bengali : রুনা ইসলাম), née le 10 décembre 1970, est une artiste visuelle et cinéaste britannique d'origine bangladaise basée à Londres. Elle a été nommée pour le Turner Prize 2008. Elle est principalement connue pour ses œuvres cinématographiques.

## Biographie
Runa Islam naît à Dacca, au Bangladesh. Ses parents déménagent à Londres alors qu'elle est âgée de trois ans. De 1997 à 1998, elle fréquente la Rijksakademie van Beeldende Kunsten (Académie royale des beaux-arts), à Amsterdam.
En 1999, Islam expose à EASTinternational (en) après avoir été sélectionnée par Peter Doig et Roy Arden. Elle obtient un Master of Philosophy au Royal College of Art de Londres en 2004.
Runa Islam s'inspire d'auteurs européens comme Jean-Luc Godard.
En 2005, elle participe à la Biennale de Venise. Son installation de film 16 mm en 2006, Conditional Probability, est le résultat d'une résidence à la North Westminster Community School, au cours de la dernière année avant sa fermeture. L'œuvre est exposée pour la première fois à la Serpentine Gallery et aurait « imprégné même le coin poussiéreux le plus banal d'un peu de magie visuelle ». Les autres artistes inclus dans le projet pour documenter la vie de l'école avant sa fermeture sont Christian Boltanski, Faisal Abdu'Allah (en) et l'architecte Yona Friedman.
En 2010, le Museum of Contemporary Art de Sydney (MCA) présente la première exposition personnelle de Runa Islam en Australie. Les œuvres comprennent Magical Consciousness (2010), co-commandité par le MCA et le Musée d'art contemporain de Montréal (MACM) et Scale (1/16 Inch = 1 Foot) mettant en vedette le parking à plusieurs étages (en) du Trinity Square (en) à Gateshead, démoli en 2010.
Islam dit « J'ai l'impression d'avoir beaucoup à dire sur le cinéma. La caméra peut aller dans des endroits impossibles. Elle- peut réarticuler le temps. Des films d'autres époques permettent de remonter le temps. Mais une grande partie de la vie contemporaine est également envisagée à travers le cinéma et la télévision. Nous nous souvenons des gens que nous n'avons jamais rencontrés parce que nous les avons vus sur un écran ».

## Récompenses et nominations
En 2008, Islam a été nommée pour le prix Turner 2008.

## Commentaires critiques
- « Runa Islam, White Cube, Londres », critique de l'exposition par le The Independent
- Critique du Telegraph par Alastair Sookee, critique de l'œuvre de Runa Islam Conditional Probability.
- Critique de Empty the pond to get to the fish' sur Frieze
- Critique de Frieze – Camden Arts Centre, bilan de l'exposition présentant les œuvres How Far To Faro et The First Day of Spring